# Victoria (Marskrater)
Der Victoria-Krater ist ein Einschlagkrater, der sich 5,50° W und 2,05° S im Meridiani Planum auf dem Mars befindet. Er wurde vom Rover Opportunity besucht. Mit ca. 730 m Breite und 70 m Tiefe ist er fast acht Mal größer als der Endurance-Krater. Der Victoria-Krater wurde nach dem Schiff Victoria, eines von fünf Schiffen von Ferdinand Magellan und das erste Schiff, welches eine Erdumsegelung durchführte, benannt.
Der Victoria-Krater ist sehr interessant für die Wissenschaftler, denn er bietet die Möglichkeit, mit dem Rover Opportunity tiefere geologische Strukturen der Oberfläche zu untersuchen, die Rückschlüsse auf die Entwicklungsgeschichte des Mars zulassen. So liegen an den Steilhängen des Kraters bis zu 30 m mächtige Sedimentschichten zu Tage.
Opportunity benötigte 21 Monate, um den Victoria-Krater am 26. September 2006 (Sol 951) in der „Duck Bay“ zu erreichen. In der näheren Umgebung des Kraters wurden weitere Objekte benannt: „No Name“, „Duck Crater“, „Emma Dean“, „Maid of the Canyon“ und „Kitty Clyde’s Sister“.
Am 29. August 2008 fuhr Opportunity wieder aus dem Krater heraus und setzte seinen Weg zum etwa 12 km entfernten Endeavour-Krater fort, den er im August 2011 erreichte.

## Untersuchungsergebnisse
Bei dem Krater wechseln steile Klippen und flachere Einbuchtungen entlang des Randes ab. Anhand dieser Strukturen lässt sich abschätzen, dass der Krater früher kleiner war als heute und durch Winderosion um 25 Prozent geweitet wurde. Zudem wurde er mit Sand aufgefüllt.
Die Klippen zeigen Felsen mit Schichtstrukturen, die bis zu 9 m dick sind. Die sichtbaren Schichtmuster deuten darauf hin, dass diese Felsen ehemalige Wanderdünen sind, die sich später unter dem Einfluss von Wasser zu Sandstein verfestigten.
Auch in den Gesteinen des Victoria-Kraters wurden die sogenannten „Blueberries“ gefunden. Diese Steinkügelchen wurden überall in der Meridiani-Ebene gefunden. Sie bilden sich normalerweise, wenn Wasser Gestein durchdringt. Da die Kügelchen in den tieferen Lagen des Kraters größer sind als die in den darüberliegenden Lagen, wird davon ausgegangen, dass der Einfluss des Grundwassers in den tieferen Lagen intensiver war.
Am Rande des Kraters wurden Meteoritenteilstücke gefunden, die eventuell zu dem Impaktor gehörten, der den Krater erschuf.
Bei der Untersuchung der Einbuchtung namens „Duck Bay“ wurde festgestellt, dass sich die unteren Schichten in der chemischen Zusammensetzung von den oberen unterscheiden (die unteren Lagen enthalten weniger Schwefel und Eisen, jedoch mehr Aluminium und Silizium). Diese Zweiteilung wurde ebenso im Endurance-Krater in 6 km Entfernung festgestellt. Daraus lässt sich schließen, dass die Umgebungsbedingungen, die das Gestein veränderten, regionalen Charakter hatten, und nicht nur lokal wirkten.